# Battle Beast
Battle Beast es una banda de heavy metal y power metal formada en el año 2008 en Helsinki.

## Biografía
El inicio de la carrera de la banda se dio cuando fue el soporte de 4 de los 5 shows de Blaze Bayley (ex- Iron Maiden) en Finlandia, también cuando resultó ganador del Wacken Open Air Metal Battle 2010, organizada por la emisora finlandesa Radio Rock Starba y apareció en la Expo de Metal finlandés de 2011.
La banda pronto consiguió un contrato de grabación con la compañía Hype Records a finales de 2010.
Lanzado en abril de 2011, el álbum debut Steel llegó a las listas de ventas finlandesas al número 6.
Los comentarios de Steel variaron de muy bueno a excelente en casi todos los medios de comunicación locales.
El verano siguiente la banda se lanzó a girar extensivamente por su Finlandia natal, teniendo también una corta estancia en Alemania, apoyando a Poisonblack.
A finales del 2011 se produjo el lanzamiento mundial de Steel mediante la multinacional Nuclear Blast.
Poco después el grupo ganó el honor de salir de gira junto a Nightwish en su gigantesca gira europea Imaginaerum, que ofreció más de 20 conciertos en 13 países diferentes. La gira resultó de gran éxito.
Se aprovechó para grabar un vídeo en directo de la canción "Iron Hand" durante uno de sus espectáculos en Francia.
En septiembre de 2012 Noora Louhimo fue presentada como la nueva cantante, en sustitución de Nitte Valo. 
En noviembre de 2012 se embarcan de nuevo por Europa junto a sus compañeros de sello Sonata Arctica para ofrecer más de 20 conciertos en vivo.
La banda lanzó en mayo de 2013, su segundo álbum homónimo, Battle Beast.
En enero de 2015 Battle Beast lanza su tercer álbum, Unholy Savior.
En agosto del 2015 la banda participa en el prestigioso festival alemán Summer-Breeze, en Dinkelsbühl.
A finales de febrero de 2015 la banda da un cambio drástico en la formación al expulsar a Anton Kabanen, quien no sólo era el guitarrista sino que era el líder, fundador y compositor principal de la banda.
En febrero del 2017 Battle Beast lanza su cuarto álbum, Bringer of Pain.
En marzo de 2019 Battle Beast lanza su quinto álbum, No More Hollywood Endings.
En enero de 2022 Battle Beat lanza su sexto álbum de estudio, Circus of Doom.

## Discografía
| Título                    | Año  | Discográfica                | Detalle          |
| ------------------------- | ---- | --------------------------- | ---------------- |
| Steel                     | 2011 | Hype Records                | Álbum de estudio |
| Battle Beast              | 2013 | Warner Music/ Nuclear Blast | Álbum de estudio |
| Unholy Savior             | 2015 | Nuclear Blast               | Álbum de estudio |
| Bringer of Pain           | 2017 | Nuclear Blast               | Álbum de estudio |
| No More Hollywood Endings | 2019 | Nuclear Blast               | Álbum de estudio |
| Circus Of Doom            | 2022 | Nuclear Blast               | Álbum de Estudio |

## Miembros
- Noora Louhimo – Voz líder (2012–presente)
- Juuso Soinio – Guitarra rítmica (2008–presente)
- Pyry Vikki – Batería (2008–presente)
- Eero Sipilä – Bajo, coros (2008–presente)
- Janne Björkroth – Teclado, coros (2008–presente)
- Joona Björkroth – Guitarra líder y coros (2016–presente)

Antiguos miembros
- Nitte Valo – Voz líder (2008–2012)
- Anton Kabanen – Guitarra líder, coros (2008–2015)